# Fortunat Strowski
Fortunat Strowski  (* 16. Mai 1866 in Carcassonne, Département Aude; † 11. Juli 1952 in Cervières, Département Loire) war ein französischer Romanist und Literaturwissenschaftler.

## Leben und Werk
Strowski war der Sohn eines aus Russland nach Frankreich geflohenen polnischen Offiziers. Er machte Abitur am Lycée Louis-le-Grand in Paris, studierte an der École normale supérieure, bestand 1888 die Agrégation de grammaire und war Gymnasiallehrer in Albi (1888), Montauban (1891), Nîmes (1892) und am Lycée Lakanal in Sceaux (1897). Er habilitierte sich mit den beiden Thèses  Saint François de Sales. Introduction à l'histoire du sentiment religieux en France au dix-septième siècle (Paris 1898, 1908, 1928) und De Isocratis Paedagogia (Albiae 1897) und lehrte an der Universität Bordeaux als Chargé de cours (1901), sowie von 1906 bis 1911 als Professor für französische Literaturgeschichte. 1911 ging er an die Sorbonne und lehrte dort als Chargé de cours, als Maître de conférences (1913), als außerordentlicher Professor (1921) und als ordentlicher Professor (1930–1936). Ab 1923 war er Visiting Professor an der Columbia University in New York. Von 1938 bis 1944 lehrte er an der neu gegründeten Faculdade Nacional de Filosofia (FNFi) in Rio de Janeiro.
1926 wurde Strowski Mitglied der Académie des sciences morales et politiques (Section Morale, Fauteuil 5). Er war Offizier der Ehrenlegion.

## Weitere Werke
- Bossuet et les extraits de ses œuvres diverses, Paris 1901
- Montaigne, Paris 1906, 1931,  New York 1971
- (Hrsg. mit François Gebelin und Pierre Villey) Les Essais de Michel de Montaigne, publiés d'après l'exemplaire de Bordeaux, 5 Bde.,  Bordeaux 1906-1933, Hildesheim/New York 1981
- Pascal et son temps, 3 Bde.,  Paris 1907-1908-1910, 1938 (Histoire du sentiment religieux en France au XVIIe siècle)
- Montesquieu. Textes choisis et commentés, Paris 1912
- Tableau de la littérature française au XIXe siècle, Paris 1912, 1924
- La Flèche d'or. Récit de la première invasion des Baltes en France, Paris 1917
- La Renaissance littéraire de la France contemporaine, Paris 1922, 1929
- Histoire des lettres. 2. De Ronsard à nos jours, Paris 1923 (Histoire  de la nation française, hrsg. von  Jean Brunhes und Gabriel Hanoteaux, Bd. 13)
- La sagesse française. Montaigne. Saint François de Sales. Descartes. La Rochefoucauld. Pascal, Paris 1925 (deutsch: Vom Wesen des französischen Geistes, München/Berlin 1937)
- (Hrsg.) Œuvres complètes de Blaise Pascal, 3 vol., 1926-1931
- La Bruyère en Amérique. Les Caractères, ou les Moeurs de ce siècle, Paris 1929
- Les Pensées de Pascal. Etude et analyse, Paris 1930, 1965
- L’homme moderne, Paris 1931
- La Grande ville au bord du fleuve (Bordeaux et la Guyenne), Paris 1932
- La Pléiade. La doctrine et l'oeuvre poétique, Paris 1933, 1991
- Nationalisme ou patriotisme, Paris 1933
- Le Théâtre et nous, Paris 1934
- La pensée de la mort et la philosophie de la vie dans Bossuet, Paris 1935, 2003
- Les historiens français au XIX e siècle d'Augustin Thierry à Michelet, Paris 1935, 2003
- Montaigne. Sa vie publique et privée, Paris 1938
- France endormie 1920-1940, Rio de Janeiro/Paris 1941
- Les libérateurs, Rio de Janeiro 1943
- Le Théâtre moderne et le Brésil, Rio de Janeiro 1945 (türkisch: Istanbul 1946)
- (Hrsg.) Fables de La Fontaine, Tours 1950